# Lee Sang-hyeob
Đây là một tên người Triều Tiên, họ là Lee.
Lee Sang-hyeob (tiếng Hàn: 이상협; sinh ngày 1 tháng 1 năm 1990) là một cầu thủ bóng đá Hàn Quốc thi đấu ở vị trí tiền vệ cho Incheon United ở K League Classic.
Anh ra mắt ngày 7 tháng 7 năm 2013 ở K League Classic và được sự khen ngợi từ huyền thoại bóng đá Hàn Quốc Cha Bum-kun.
Thần tượng của anh là Ha Dae-sung và là ngôi sao đang nổi của FC Seoul.
Anh có mặt trong đội hình thi đấu Chung kết Giải vô địch bóng đá các câu lạc bộ châu Á 2013 nhưng không được ra sân.